# Hexatoma (Eriocera) atroantica
Hexatoma (Eriocera) atroantica is een tweevleugelige uit de familie steltmuggen (Limoniidae). De soort komt voor in het Oriëntaals gebied.